# Mazzabubù
Mazzabubù è il nono album di Gabriella Ferri, l'ottavo pubblicato dalla RCA.
Il titolo deriva dall'omonimo spettacolo televisivo che la Ferri presentava in quell'anno, e durante il quale presentò alcune delle canzoni contenute in questo disco.

## Descrizione
Come di consueto, l'album raccoglie reinterpretazioni di brani in romanesco come Vecchia Roma o Casetta de Trastevere o in napoletano come Luna rossa o Maruzzella accostati a riarrangiamenti di canzoni come Eri piccola di Buscaglione o Il tuo bacio è come un rock di Celentano; sono invece totalmente nuove ...e cammina e Vola pensiero mio, scritta da Gabriella insieme al padre Vittorio.
Tu vuò fa' l'americano è invece eseguita in una versione che passa dal tango al rock'n'roll, con addirittura citazioni da La traviata.
Gli arrangiamenti sono curati da Gianni Oddi, tranne che per ...e cammina, arrangiata dal maestro Franco Pisano; la copertina è una foto della cantante con l'abito di scena del programma Mazzabubù, ed altre foto simili più piccole si trovano sul retro, tutti scatti del fotografo Roberto Rocchi.
Registrato negli studi della RCA sulla via Tiburtina, il tecnico del suono dell'album è Franco Finetti.
Il disco è stato ristampato in cd nel 2004, con un errore nella scaletta.

## Tracce
1. Vecchia Roma (testo di Luciano Luigi Martelli; musica di Mario Ruccione; edizioni musicali Nationalmusic) - 4:37
2. Il tuo bacio è come un rock (testo: Piero Vivarelli, Lucio Fulci; musica: Adriano Celentano, Ezio Leoni; edizioni musicali Mascotte) - 2:32
3. ...e cammina (testo: Mario Castellacci, Pier Francesco Pingitore; musica di Franco Pisano; edizioni musicali RCA) - 4:22
4. Tu vuo' fa' l'americano (testo di Nisa; musica di Renato Carosone; edizioni musicali Edir) - 3:08
5. Eri piccola così! (testo di Leo Chiosso; musica di Fred Buscaglione; edizioni musicali Melodi) - 3:53
6. Maruzzella (testo di Enzo Bonagura; musica di Renato Carosone; edizioni musicali Leonardi) - 4:26
7. Malafemmena (testo e musica di Antonio De Curtis; edizioni musicali Melodi) - 4:43
8. Casetta de Trastevere (testo di Alberto Simeoni e Ferrante Alvaro De Torres; musica di Alfredo Del Pelo; edizioni musicali Franchi) - 4:35
9. Luna rossa (testo di Vincenzo De Crescenzo; musica di Vian; edizioni musicali Abici) - 3:46
10. Vola pensiero mio (testo di Vittorio Ferri; musica di Gabriella Ferri; edizioni musicali RCA) - 4:43
11. A Luciana (testo di Luigi Cioffi; musica di Giuseppe Cioffi; edizioni musicali RCA) - 3:35